# キノキサリン
キノキサリン（Quinoxaline）は、ベンゼン環とピラジン環が一辺を共有して縮合した複素環式化合物。異性体としてキナゾリン、シンノリン、フタラジンがある。引火点は98℃。

## 用途
キノキサリンは染料として、また、エチノマイシン・レボマイシン・アクチノロイチンのような抗生物質の原料として用いられる。

## 合成
キノキサリン誘導体は、o-ジアミンとジケトンから合成される。無置換体であるキノキサリンはo-フェニレンジアミンとグリオキサールを反応させると生成する。ジケトンとしてα-ケト酸、α-クロロケトン、α-アルデヒドアルコールそしてα-ケトンアルコールを用いると、置換基を導入したキノキサリン誘導体が得られる。
2-ヨードキシ安息香酸（IBX）を触媒として、o-フェニレンジアミンとベンジルからキノキサリン誘導体を簡便に合成する反応が開発されている。